# 极矮黄耆
极矮黄耆（学名：Astragalus nanellus）是豆科黄芪属的植物，是中国的特有植物。分布于中国大陆的四川等地，生长于海拔3,200米的地区，见于路边草地，目前尚未由人工引种栽培。